# Ugo Terzani
Ugo Terzani (Firenze, 11 dicembre 1912 – ...) è stato un calciatore italiano, di ruolo centrocampista.

## Caratteristiche tecniche
Giocava come mediano.

## Carriera
Passa alla Fiorentina nel 1932, facendo parte della rosa dei toscani in Serie A fino al 1937; esordisce in massima serie il 1º novembre 1936 in Alessandria-Fiorentina (1-0), e nel corso della stagione 1936-1937 gioca complessivamente 3 partite in massima serie. Nella stagione 1937-1938 veste la maglia del Pontedera in Serie C, e gioca in terza serie anche nella stagione 1938-1939 con la Palmese e nella stagione 1939-1940 alla Pistoiese, con la cui maglia realizza un gol in 28 partite. Nell'estate del 1940 fa ritorno a Firenze, rimanendo nella rosa della Fiorentina per tutta la stagione 1940-1941 senza venire mai impiegato in partite ufficiali. Successivamente, al termine della Seconda guerra mondiale gioca per una stagione con l'Alfa Firenze, che nel 1946 lo mette in lista di trasferimento.